# 莲麻村
連麻村位於廣東省廣州市從化區呂田鎮北部，歸從化區管轄。面積約41.2平方公里，下轄11個村民小組，總人口1397人。連麻村森林覆蓋率達到了89%。
黃沙坑革命遺址紀念館位於連麻村。
連麻村獲「廣東省文化和旅遊特色村」、第一屆廣東十大美麗鄉村稱號。